# Joseph Amlong
Joseph Brian Amlong (Haines, 17 de diciembre de 1936-Vero Beach, 1 de julio de 2019) fue un deportista estadounidense que compitió en remo. Fue hermano del también remero Thomas Amlong.
Participó en los Juegos Olímpicos de Tokio 1964, obteniendo una medalla de oro en la prueba de ocho con timonel. Ganó una medalla de bronce en el Campeonato Europeo de Remo de 1965.

## Palmarés internacional
| Juegos Olímpicos   | Juegos Olímpicos | Juegos Olímpicos  | Juegos Olímpicos |
| Año                | Lugar            | Medalla           | Prueba           |
| ------------------ | ---------------- | ----------------- | ---------------- |
| 1964               | Tokio (Japón)    | Medalla de oro    | Ocho con timonel |
| Campeonato Europeo |                  |                   |                  |
| Año                | Lugar            | Medalla           | Prueba           |
| 1965               | Duisburgo (RFA)  | Medalla de bronce | Ocho con timonel |

1. ↑  En algunas ediciones del Campeonato Europeo se permitió la participación de remeros de otros continentes.